# Kulturkristen

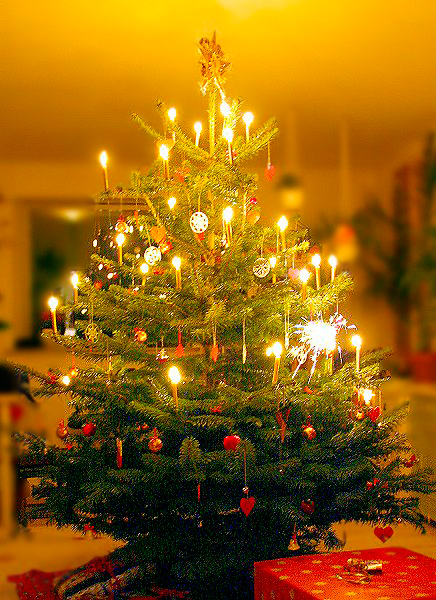
Många svenskar är icke-troende men firar jul som är en kristen högtid bland annat genom att ha en julgran hemma.

Kulturkristna är bland annat deister, panteister, agnostiker, ateister och antiteister som följer kristna värderingar och uppskattar kristen kultur. Denna typ av identifiering kan bero på olika faktorer, såsom familjebakgrund, personliga erfarenheter och den sociala och kulturella miljön där personen har växt upp. Kontrasterande termer är bland annat "troende kristen", "bibliskt troende kristen" och "bokstavstroende kristen".

## Sverige
Många svenskar skulle kunna benämnas som "kulturkristna", då många är icke-troende men väljer att fira kristna högtider som bland annat påsk och jul.

## Kulturkristna personer

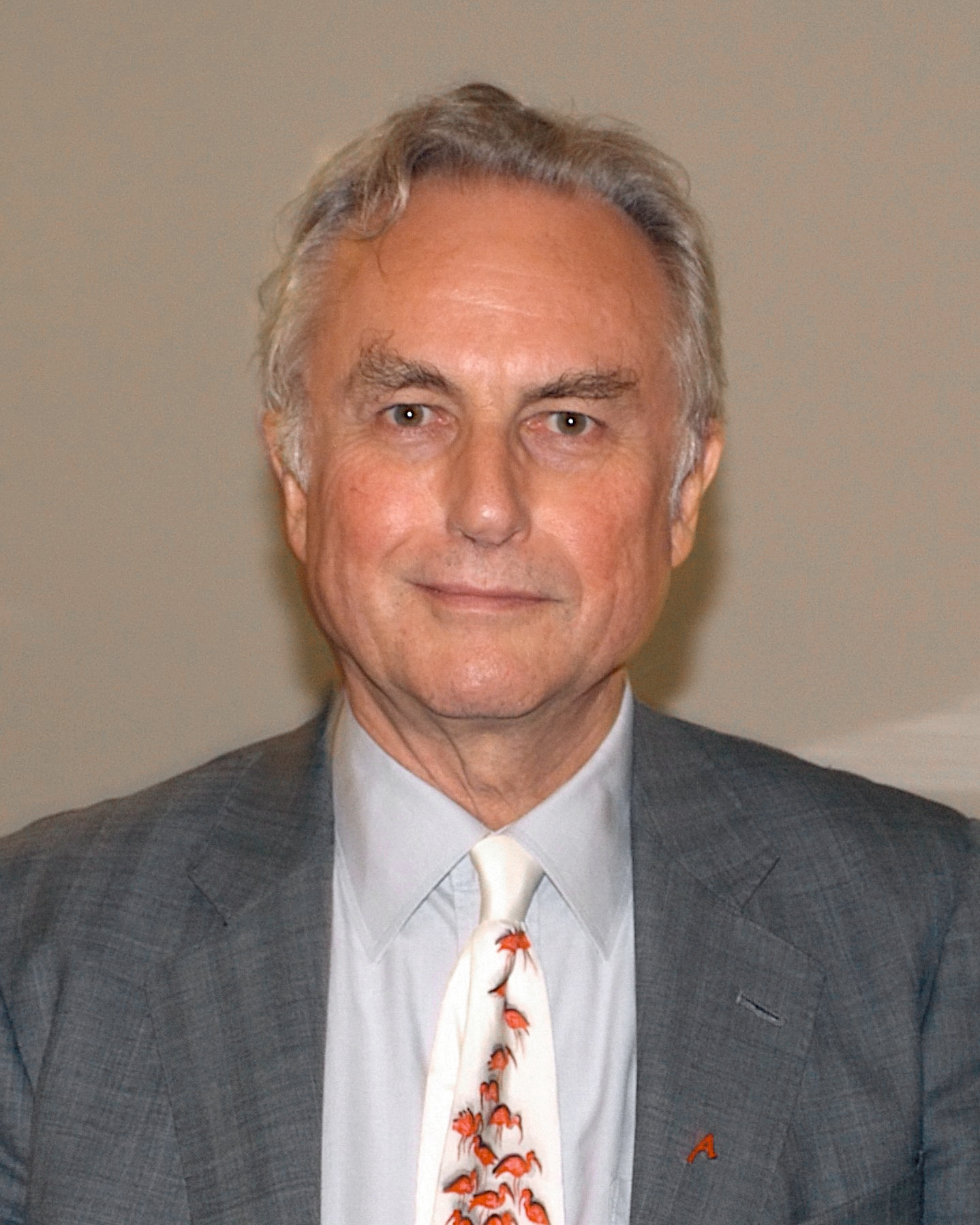
Den uttalad engelska ateisten Richard Dawkins har beskrivit sig själv i flera intervjuer som "kulturkristen" och en "kulturell-anglikan". I sin religionskritiska bok Illusionen om Gud hyllar han Jesus Kristus för sin etik.

Den brittiska biologen och ateisten Richard Dawkins har beskrivit sig själv som "kulturkristen" under flera tillfällen och har hyllat Jesus Kristus etik i sin religionskritiska bok Illusionen om Gud.
Belarus president Aleksandr Lukasjenko kan även benämnas som "kulturkristen" eftersom han kallar sig själv för en "ortodox ateist" men samtidigt betonar vikten vid att "kristna värderingar" är viktiga. Han ska ha sagt: "Vi måste göra vad som krävs för att skydda kristna värderingar. Om vi förlorar de så förlorar vi allt".